# Tillandsia setiformis
Tillandsia setiformis là một loài thuộc chi Tillandsia. Đây là loài đặc hữu của México.